# Neumann-Cosel

Wappen derer von Neumann-Cosel

Neumann-Cosel ist der Name eines ostpreußischen Adelsgeschlechts.

## Geschichte
Die direkte Stammreihe beginnt mit David Neumann, der im Jahr 1734 urkundlich erwähnt ist. Er war Kaufmann in Königsberg und Gutsbesitzer bei Wehlau. Sein Sohn, der spätere preußische Generalmajor David Neumann (1739–1807), wurde schon als Premierleutnant im Infanterieregiment „von Rothkirch“ Nr. 32 am 10. Juni 1779 in Berlin in den erblichen Adelsstand erhoben.

## Namensmehrung
In Erinnerung an die Verteidigung der oberschlesischen Festung Cosel gegen napoleonische Truppen und ihre bayerischen Verbündeten während des Feldzuges 1806/07, die David von Neumann als Festungskommandant leitete, gebrauchte bereits sein Sohn, der preußische General der Infanterie August Wilhelm von Neumann (1786–1865), ebenso wie dessen Söhne die Namensmehrung „von Neumann-Cosel“, ohne dazu legitimiert zu sein. Die amtliche preußische Verleihung des Namenszusatzes „Cosel“ erhielten erst am 15. November 1880 in Berlin Davids Enkel Rudolf von Neumann (1822–1888) als preußischer Generalmajor und der Urenkel Friedrich von Neumann (1851–1917), Sohn von Rudolfs bereits verstorbenem Bruder Gustav von Neumann (1819–1879), als preußischer Premierleutnant im 2. Pommerschen Ulanen-Regiment Nr. 9. Ein zweiter Urenkel und Bruder des letztgenannten Friedrich, Gustav von Neumann (1861–1917), erhielt diese Genehmigung am 26. Januar 1881 in Berlin als preußischer Sekondeleutnant im 2. Garde-Regiment zu Fuß.

## Wappen von 1779
In Rot ein schwebender geharnischter Arm, der einen silbernen Pfeil schrägrechts empor hält. Auf dem Helm mit rot-silbernen Decken ein offener, von Silber und Rot übereck geteilter Flug.

## Namensträger
- August Wilhelm von Neumann-Cosel (1786–1865), preußischer General der Infanterie
- Gustav von Neumann-Cosel (1819–1879), preußischer Generalleutnant
- Gustav von Neumann-Cosel (Offizier) (1861–1917), preußischer Generalmajor, Kommandant des Zeughauses, Flügeladjutant von Kaiser Wilhelm II
- Isabelle von Neumann-Cosel (* 1951), deutsche Reitlehrerin und Fachbuchautorin
- Luise Neumann-Cosel (* 1986), deutsche Umweltaktivistin
- Rudolf von Neumann-Cosel (1822–1888), preußischer Generalmajor und Ehrenbürger von Neiße